# Хэ Сяннин
Хэ Сянни́н (кит. 何香凝, пиньинь Hé Xiāngníng; 1878—1972) — китайская революционерка, феминистка, политик, художница и поэтесса. Вместе с мужем Ляо Чжункаем (廖仲愷) — участница революционной организации Сунь Ятсена Тунмэнхой. Во время правления Сунь Ятсена в Гуанчжоу занимала должность министра по делам женщин и выступала за гендерное равенство. В 1924 году организовала первый в Китае митинг в международный женский день. После убийства её мужа в 1925 году и массового истребления китайских коммунистов в 1927 году, она отошла от партийной политики на 20 лет, но активно принимала участие в организации сопротивления японскому вторжению в Китай.
В 1948 году стала одним из соучредителей Революционного Комитета Гоминьдана. После основания Китайской народной республики занимала несколько высоких должностей, в том числе была вице-председателем национального комитета политического консультативного совета Китая (1954-64), вице-председателем Постоянного комитета Всекитайского собрания народных представителей (1959-72), председателем Революционного Комитета партии Гоминьдан (1960-72), и почётным председателем Всекитайской Федерации Женщин.
Хэ Сяннин также известная художница Линнаньской Школы Китайского искусства и в 60-е года занимала должность председателя китайской ассоциации художников. Национальный музей Хэ Сяннин был открыт в Шэньчжэне в 1997 году, и её работы публиковали на китайских почтовых марках.

## Биография

### Ранние годы
Хэ Сяннин родилась 27 июня 1878 года в состоятельной гонконгской семье и при рождении будущая революционерка получила имя Хэ Цзянь (何諫). Её отец, Хэ Бинхуань (何炳桓), уроженец Наньхая, провинции Гуандун, был успешным бизнесменом, специализирующимся на чайных перевозках и инвестициях в недвижимость. Хэ Сяннин убедила своего отца получать образование вместе с её братьями, и с юности была прилежной студенткой.
Она придерживалась феминистических взглядов с молодости, и яростно сопротивлялась указаниям отца традиционно бинтовать ноги. Из-за её «большого размера ноги», в октябре 1897 года она согласилась выйти замуж за Ляо Чжункая, китайца американского происхождения, который был против женитьбы на женщине с забинтованными ногами. Это была свадьба по обоюдному согласию, так как Хэ и Ляо имели много общего: оба проявляли любовь к искусству и тягу к знаниям, а также страстно желали улучшить положение в стране. Хэ Сяннин продала свои драгоценные украшения и отдала все сбережения, чтобы получить 3 тысячи серебряных монет для обучения мужа в Японии. Ляо отправился в Японию в 1902 году, и спустя 2 месяца она поехала за ним. Там она обучалась в подготовительной школе для поступления в Токийскую школу для женщин

### Революция

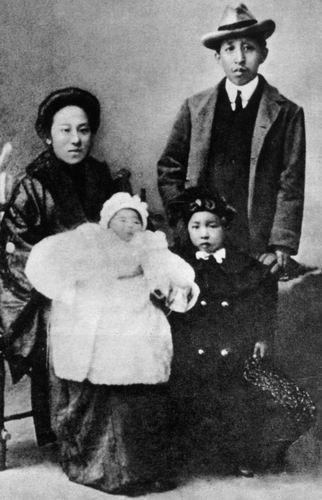
Хэ Сяннин с мужем Ляо Чжункаем и их детьми

В 1903 году, проживая в Токио, Хэ и Ляо встретили китайского революционера Сунь Ятсена. Они стали первыми участниками революционного движения Тунмэнхой под его предводительством, и Хуан Син, китайский революционер-милитарист, второй человек в организации Тунмэнхой после Сунь Ятсена, учил их использовать оружие в подготовке к революции. Хэ арендовала дом в качестве передовой секретной операции Тунмэнхой.
Девушка на короткий срок вернулась в Гонконг, чтобы родить дочь Ляо Мэнсин. Оставив её с семьей, Хэ вернулась обратно в Токио. Там она обучалась рисованию в Токийской школе искусств для женщин у художника по имени Райсё Танака (яп. 田中頼璋), и помогала в агитационной работе Тунмэнхой, которая заключалась в дизайне и шитье революционных флагов и эмблем. В 1908 году девушка родила сына, Ляо Чэнчжи (кит. 廖承志).
Ляо и Хэ вернулись в Гонконг в 1911 году, в год Синьхайской революции. В 1913 году Хэ Сяннин познакомилась с Сун Цинлин, будущей женой Сунь Ятсена. Супруги придерживались позиции Сунь Ятсена, с неприязнью относясь к генералу Юань Шикаю, предавшему революцию, однако после ряда неудач во время второй революции, были изгнаны в Японию.

### Правительство Сунь Ятсена
В 1916, Хэ Сяннин и её муж переехали в Шанхай для разработки нового плана революции. В 1921, Сунь Ятсен создал собственное революционное правительство в провинции Гуандун и назначил Ляо министром финансов. Хэ убедила военно-морских командиров присоединиться к правительству Сунь Ятсена. В Гуанчжоу она и Сун Цинлин организовали ассоциацию женщин по сбору денежных средств, необходимых для обеспечения солдат медикаментами и одеждой. Более того, девушка продала множество своих картин для реализации военных целей. Когда генерал Чэнь Цзюнмин выступил против Сунь Ятсена в 1922 году, Хэ Сяннин устроила воссоединение революционера с его женой, и пошла на риск, чтобы освободить своего мужа, которого удерживали бунтующие.
В августе 1923, Хэ стала членом центрального исполнительного комитета Гоминьдана, и заняла должность министра по делам женщин при правительстве Сунь Ятсена. Она выдвигала идеи «полного равенства для женщин в юридических, социальных, экономических и образовательных правах», а также организовала первый китайский митинг по случаю международного женского дня 8 марта 1924 года. Хэ Сяннин открывала больницы и школы для женщин в Гуанчжоу.

### Убийство Ляо Чжункая и карьера в военный период
После смерти Сунь Ятсена в марте 1925 года, правое и левое крыло Гоминьдана соревновались за лидерство в партии. Ляо Чжункай, лидер левого крыла, был убит в Гуанчжоу в августе. Хэ Сяннин оставалась рядом с ним на протяжении всего времени и все её вещи были пропитаны его кровью.
Лидером партии был незамедлительно назначен Чан Кайши, который начал поход гоминьдановской Национально-революционной армии Китая против северных милитаристов. В поддержку похода Хэ организовала движение Красного Креста, объединив женщин рабочего класса и отправив их в Ухань. Однако, когда Гоминьдан, под руководством Чан Кайши, выступил против коммунистов в 1927 году, многие из этих женщин были убиты. В связи с этим событием, Хэ оставила партийную политику
на следующие 20 лет. Она переезжала в Гонконг и Сингапур, объездила всю Европу, выставляла свои работы на выставках в Лондоне, Париже, Бельгии, Германии и Швейцарии.
После Мукденского инцидента и последующей японской интервенции в Маньчжурию в 1931, Хэ Сяннин вернулась в Шанхай, организовав вместе с Шэнь Цзюньчжу (沈钧儒) Национальную Ассоциацию Спасения, с целью сопротивления японской агрессии. Она была вынуждена бежать из Шанхая после Второго Шанхайского сражения в 1937, и из Гонконга после Гонконгской обороны в 1941. Затем, во время японо-китайской войны, Хэ несколько лет провела в Гуйлине.

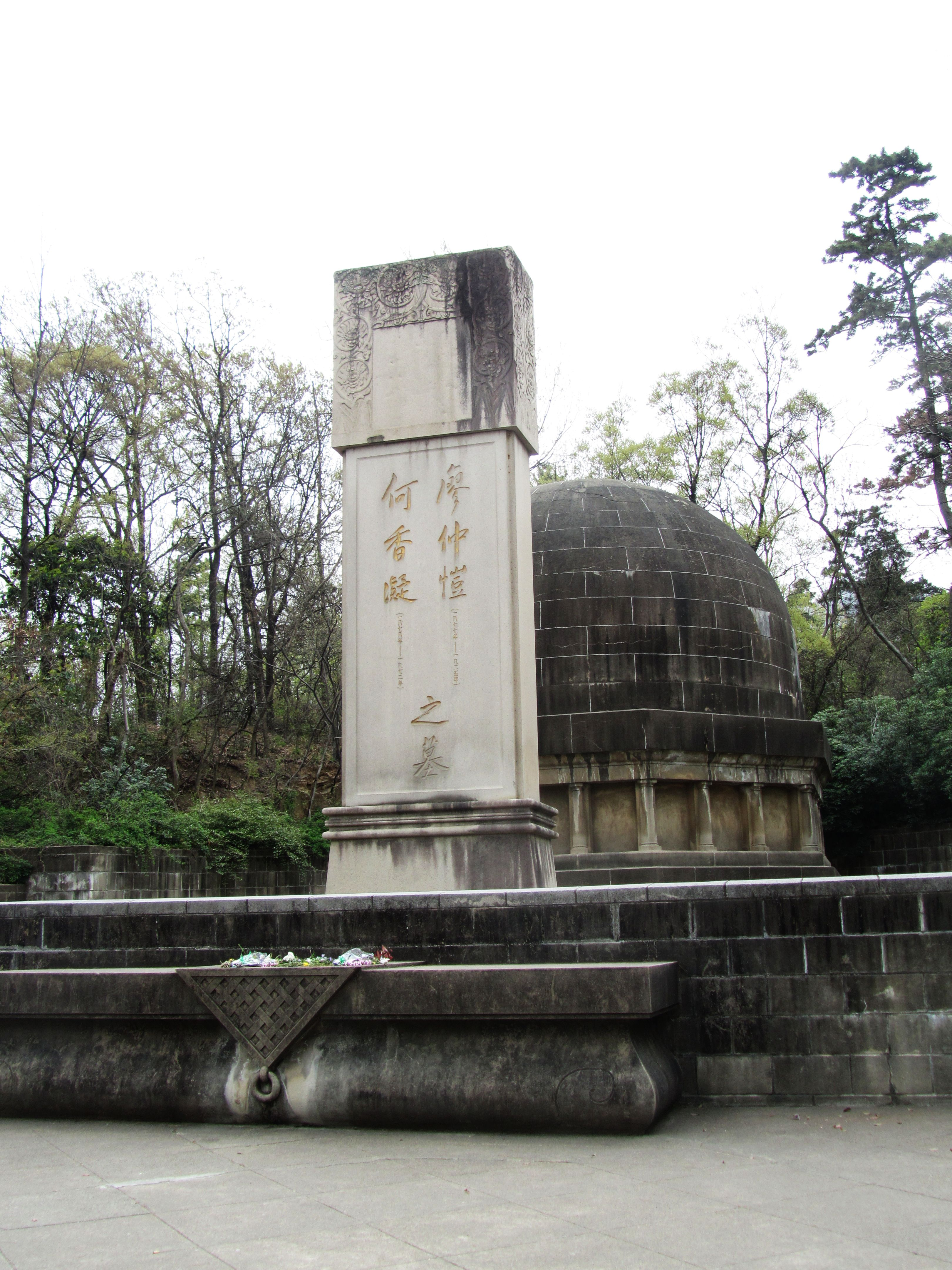
Монумент Ляо Чжункаю и Хэ Сяннин в Нанкине

### Китайская народная республика
В 1948 году, во время гражданской войны в Китае, Хэ Сяннин, Ли Цзишэнь и другие партийные члены Гоминьдана, настроенные против лидерства Чан Кайши, организовали Революционный комитет Гоминьдана. После победы коммунистов в гражданской войне и основания Китайской Народной Республики в 1949, революционерка переехала в Пекин и заняла несколько высоких должностей в Коммунистическом правительстве. Её назначили вице-председателем национального комитета Народного политического консультативного совета Китая (1954-64), вице-председателем Постоянного комитета Всекитайского собрания народных представителей (1959-72), председателем Революционного комитета Гоминьдана (1960-72), председателем Комитета Международных Отношений, и почётным председателем Всекитайской Федерации Женщин.
Хэ Сяннин работала до 1959 года, пока ей не исполнилось 80 лет. И даже после этого она продолжила занимать некоторые официальные посты. 1 сентября 1972 года, Хэ умерла от пневмонии в возрасте 94 лет. Она была похоронена вместе с мужем, Ляо Чжункаем, в его мавзолее в Нанкине.

## Искусство
В июле 1960 года, будучи известной художницей Линнаньской Школы Китайского искусства, Хэ Сяннин была выбрана третьим председателем Китайской ассоциации художников. Девушка предпочитала рисовать цветение сливы и сосны, а также тигров и львов. Коллекция её картин была опубликована в 1979 году в провинции Гуандун.
18 апреля 1997 года, в Шэньчжэне открылся Музей искусств Хэ Сяннин. Это первый музей национального уровня в Китае, открытый в честь одного художника. Президент Цзян Цзэминь сделал каллиграфическую надпись для названия музея. В июне 1988, Почта Китая выпустила 3 почтовые марки (1998-15Т) с её картинами.
Хэ Сяннин за время своей карьеры опубликовала такие сборники, как «Сборник иллюстраций Хэ Сяннин» (《何香凝画集》), «Сборник поэзии и каллиграфии Хэ Сяннин» (《何香凝诗画辑》) и «Сборник поэзии и каллиграфии Шуанцин» (《双清诗画集》).

## Семья
У Хэ Сяннин и Ляо Чжункая было двое детей. Их дочь, Ляо Мэнсин, была широко известным переводчиком с японского, английского и французского. Их сын, Ляо Чэнчжи, был членом Политбюро, а также занимал должность вице-председателя Постоянного комитета ВСНП. В 1983 году, перед внезапной смертью, был назначен вице-президентом Китая. Сын Ляо Чэнчжи, Ляо Хуэй, был директором Комитета по делам Гонконга и Макао и вице-председателем национального комитета политической консультативной конференции Китая.